# ساحة السبع بحرات
ساحة السبع بحرات هي إحدى الساحات الكبيرة والمهمة في دمشق، سوريا، تضم العديد من المباني الرسمية والوزارية، بما في ذلك المصرف المركزي السوري. كما أنها نقطة انطلاق للعديد من الشوارع الرئيسية مثل شارع بغداد.
أُنشئت الساحة في عام 1925 من قبل السلطات الفرنسية تخليدًا لذكرى الكابتن الفرنسي غاستون ديسكاربنتري. كانت تحتوي على قبة صغيرة تضم سبع نوافير، وكان يُطلق عليها اسم "ساحة الكابتن ديسكاربنتري". في عام 1938، تم بناء مسجد بيرة. وبعد استقلال سوريا، أزيل النصب التذكاري وتغير اسم الساحة.
خلال الحرب الأهلية السورية ضد حكومة بشار الأسد، شهدت ساحة السبع بحرات العديد من الأحداث البارزة، حيث تم الإبلاغ عن إطلاق نار بالرشاشات في المنطقة، التي كانت مسرحًا لعدة مظاهرات مؤيدة للحكومة.

## التسمية
أطلق الدمشقيون عليها اسم ساحة السبع بحرات لوجود هذه البحرات السبع تحت القبة، وكانت الملاذ الصيفي لأهل الشام وخاصة سكان سوق ساروجا، حيث يقضون «سيرانهم» في تلك المنطقة، وخاصة بوجود بستان آنذاك اسمه «بستان عين الكرش» نسبة إلى نبعة «عين» مياه صافية رقراقة باردة تُدعى «عين الكرش»، وكانت مياه هذه العين تشكل بحيرات متتابعة تغمر المنطقة، وتغذي «البحرات السبع» قبل الغزو العمراني للمنطقة.
بعد جلاء قوات الاحتلال الفرنسي عن سورية هدمت قبة الضابط الفرنسي ديكار بانتري، وأبقي على الساحة وفي وسطها سبع بحرات. وقيل: إن هدم هذه القبة كان بناء على طلب الرئيس السوري آنذاك شكري القوتلي.
اليوم الاسم الرسمي لهذه الساحة ساحة التجريدة المغربية، وأطلق عليها هذا الاسم بعد عام 1973 تيمناً باسم الكتيبة العسكرية المغربية التي شاركت في حرب تشرين التحريرية، ولكن لم يزل الدمشقيون يطلقون عليها اسم ساحة السبع بحرات. وقد جددت وطورت الساحة عدة مرات حتى أصبحت الآن في حلة بهية.

## معالمها
يحيط بالساحة بناء ضخم هو مصرف سورية المركزي، الذي شيّد بعد الاستقلال عن الانتداب الفرنسي مكان ثكنة من ثكنات الجيش الفرنسي، وكان المصرف قد أنشئ عام 1953، وباشر نشاطه في الأول من آب عام 1956. كما يحيط بساحة السبع بحرات مبنى اتحاد الحرفيين وهو مبنى قديم تراثي، ومبنى إذاعة دمشق قبل انتقالها إلى شارع النصر، وجامع بعيرة الذي أُنشِئ في عام 1938.

## موقعها
تأتي أهمية الساحة لتوسطها أحياء مدينة دمشق الحديثة، لكونها عقدة مواصلات مهمة، كما تتوسط الساحة أربع ساحات، هي:
يوسف العظمة، وساحة عرنوس، وساحة الشهبندر، وساحة التحرير.
وتتفرع منها أيضاً ستة شوارع: شارع «29 أيار» الذي ينتهي في الصالحية، وشارع «العابد»، وشارع «الباكستان» وينتهي في «محلة الشهداء»، وشارع «الشهبندر» الذي افتتح في الأربعينيات إبان الحرب العالمية الثانية، وشارع «جول جمال» ويمتد نحو الشرق ليلتقي شارع «مرشد الخاطر» (شارع بغداد الراجع)، وقد فتح هذا الشارع في الخمسينيات من القرن المنصرم.